# Invazia mongolă în Rusia Kieveană
Invazia mongolă a Rusiei Kievene a fost o năvălire a mongolilor nomazi în statul feudal Rusia Kieveană, începând cu 1223. Invazia a grăbit prăbușirea Rusiei Kievene și a influențat în mod hotărâtor istoria Rusiei, prin ridicarea la putere a Cnezatului Moscovei (care a asimilat și Cnezatul Vladimir-Suzdal) și prin mutarea capitalei de la Kiev la Vladimir, proces început de Andrei Bogoliubski cel Pios și finalizat de Iaroslav al II-lea, și apoi la Moscova.

## Cadrul general
În timp ce Rusia Kieveană trecea printr-un proces de fragmentare, statul a trebuit să facă fața atacului neașteptat al unui invadator neștiut de nimeni până atunci, venit din Orientul Îndepărtat. Pentru pedepsirea păcatelor noastre, nota un cronicar al vremii, au sosit popoare necunoscute. Nimeni nu știa de unde sau când veniseră, sau la ce zei se închinau. Asta numai de Dumnezeu este cunoscut, sau poate și de oamenii înțelepți care au citit în cărți.
Cnejii slavi au auzit pentru prima oară de mongoli de la cumani, care jefuiseră în trecut așezările rusilor de la frontieră, dar care acum doreau să conviețuiască în pace cu aceștia, și care spuneau: Acești străini cumpliți ne-au luat țara ieri, și mâine o vor lua și pe-a voastră , dacă nu veniți să ne ajutați. Ca răspuns la aceste cereri de ajutor, Mstislav cel Cutezător și Mstislav Romanovici cel Bătrân au format o alianță și s-au îndreptat spre răsărit pentru a face față amenințării, dar au fost învinși într-un mod categoric în marea bătălie de pe malurile râului Kalka (1223).
Țara a rămas în acel moment la mila invadatorilor, dar în loc să-și continue avansarea către apus, mongolii s-au retras pe neașteptate, pentru a nu mai reapărea decât peste treisprezece ani, timp în care cnejii ruși au continuat să se certe și să se lupte între ei, până în momentul în care au fost luați prin surprindere de o nouă invazie de o amploare nemaiîntâlnită până atunci.

## Invazia lui Batu Han
Uriașele hoarde mongole formate din cam 150.000 de arcași călare, avându-i în frunte pe Batu Han și pe Subutai, au traversat râul Volga și au invadat Bulgaria de pe Volga în toamna anului 1236. Mongolii au avut nevoie de un an pentru a învinge rezistența bulgarilor de pe Volga, kipciakilor și alanilor.
În noiembrie 1237, Batu Han și-a trimis ambasadorii la curtea lui Iuri al III-lea al Vladimirului cerându-i să se recunoască vasal. O lună mai târziu, hoardele asediau Riazanul. După șase zile de lupte sângeroase, orașul a fost cucerit și distrus. Alarmat de veștile primite, Iuri și-a trimis fiul să-i țină în loc pe invadatori, dar mongolii au fost victorioși din nou. După ce au ars din temelii Kolomna și Moscova, hoardele au asediat Vladimirul pe 4 februarie 1238. După numai trei zile, capitala cnezatului Vladimir-Suzdal a fost cucerită și a fost și el devastat. Familia cneazului a pierit în flăcări, în vreme ce șeful casei princiare s-a retras în grabă spre nord. După ce a traversat Volga, el a adunat o nouă armată, care a fost mai apoi distrusă în totalitate de mongoli pe 4 martie 1238 în bătălia de pe râul Sit. 
După această victorie, Batu Han și-a împărțit hoardele în mai multe unități mai mici, care au prădat mai multe orașe rusești: Rostov, Uglici, Iaroslavl, Kostroma, Kașin, Ksniatin, Gorodeț, Galici, Pereslavl-Zalesski, Iuriev-Polski, Dmitrov, Volokolamsk, Tver și Torjok. Localitatea care a opus cea mai dâră rezistență a fost micul oraș Kozelsk, al căror locuitori au rezistat mongolilor timp de șapte săptămâni. După cum se povestește, întreg orașul Kitej și toți locuitorii săi s-au scufundat pe fundul unui lac, unde poate fi văzut și azi. Singurele orașe importante care au scăpat de distrugere au fost Novgorod și Pskov. Rușii, care au fugit să scape de năvălirea mongolilor, s-au îndreptat către nord, în zonele împădurite sau în cele cu terenuri agricole sărace dintre Volga de nord și râul Oka.
În vara anului 1238, Batu Han a devastat Crimeea și a pacificat Mordovia. În vara anului 1239, mongolii au prădat Cernigovul și Pereiaslav. După mai multe zile de asediu, hoardele au cucerit Kievul în decembrie 1239. În ciuda rezistenței îndârjite a lui Danilo al Haliciului, Batu Han a cucerit două dintre orașele cnezatului: Halici și Volodimir-Volînski. Mongolii au invadat mai apoi Ungaria și Polonia.

## Vremurile jugului tătăresc
În acest timp, invadatorii s-au așezat, au înființat un stat, Hoarda de Aur, și au construit o capitală, Sarai, pe cursul inferior al râului Volga. Aici, comandantul Hoardei de Aur, (așa cum se numea partea vestică a Imperiului Mongol), și-a fixat cartierul general aurit de reprezentant al marelui han, care trăia în mijlocului Marii Hoarde în valea Orhon pe Amur. De aici, Marele Han a controlat toată Rusia pentru aproape 300 de ani.
Termenul care desemnează această exploatare, „jugul mongol” sau „jugul tătăresc”, dă senzația unei înspăimântătoare opresiuni, dar, de fapt, acești invadatori din Mongolia nu erau așa de cruzi și fără mila cum s-ar presupune. În primul rând, ei nu s-au stabilit cu adevărat în țară și au avut puține contacte cu băștinașii. În conformitate cu învățaturile lui Genghis Han către fii și nepoții săi, mongolii au păstrat modul lor de viață pastoral, astfel încât supușii lor agricultori, meșteșugari și negustori din feluritele localități cucerite și-au putut vedea în continuare de viața și munca de zi de zi.
În problemele religioase erau extrem de toleranți. Când au apărut prima dată în Europa, mongolii erau idolatri sau samaniști și de aceea nu erau fanatici religioși. Atunci când au adoptat islamul, au rămas la fel de îngăduitori ca mai înainte, iar hanul Hoardei de Aur, care a trecut primul la religia musulmană, le-a permis rușilor să înființeze o eparhie creștină în capitala mongolă. Nogai Han, o jumate de secol mai târziu, s-a căsătorit cu fiica împăratului Imperiului Bizantin și și-a dat propria fiică de nevastă unui prinț rus, Teodor cel Negru. Unii istorici moderni, (cel mai cunoscut fiind Lev Gumilev), postulează că nici măcar nu a fost vorba de o invazie. În conformitate cu aprecierile acestor istorici, cnejii ruși au stabilit o alianță defensivă cu Hoarda pentru a răspunde atacurilor fanatice ale Cavalerilor Teutoni, care amenințau mult mai direct și hotărât religia și cultura băștinașilor.
Aceasta este partea luminoasă a domniei tătărești. Există și o parte întunecată a problemei. Atâta vreme cât hoardele erau încartiruite la granița cnezatelor, țara putea să fie oricând invadată de forțe copleșitoare ale jefuitorilor înarmați. Din fericire, aceste invazii nu apăreau prea des, dar atunci când se petreceau, produceau enorm de multe devastări și suferințe neînchipuite populației. Între două atacuri, populația trebuia să plătească un tribut fix. La început, tributul era strâns de baskaci (colectori de taze) brutali, dar eficienți. De prin 1259, birul a fost stabilită ca o taxă fixă în conformitate cu rezultatele unui recensământ al populației și, în cele din urmă, strângerea banilor a fost încredințată prinților locali, astfel încât populația locală nu a mai intrat în contact direct cu oficialii tătari.

## Expedițiile mongole de pedepsire în Rusia din secolul al XIII-lea
- 1252: Hoarda din Nevrui a devastat Pereslavl-Zalesski și Suzdal.
- 1273: Mongolii au atacat de două ori teritoriul Novgorodului, au devastat Vologda și Bejița.
- 1274: Mongolii au devastat Smolenskul.
- 1275: Mongolii au invadat sud-estul Rusiei și au jefuit Kurskul.
- 1278: Mongolii au jefuit cnezatul Riazanului.
- 1281: Hoarda din Kovdigai și Alchidai au jefuit Muromul și Pereslavl-Zalesski, au ruinat zonele învecinate ale Suzdalului, Rostovului, Vladimirului, Iuriev-Polskiului, Tverului și Tojhokului.
- 1282: Mongolii au atacat Vladimirul și Pereslavl-Zalesskiul.
- 1283: Mongolii au jefuit Vorgolskul, Rîlskul și Lipetskul, ocolind Kurskul și Vorgolul.
- 1285: Conducătorul militar tătar Eltoray, fiul lui Temir, a jefuit Riazanul și Muromul.
- 1293: Conducătorul militar tătar Dyuden a invadat teritoriile rusești și a jefuit 14 orașe, inclusiv Murom, Moscova, Kolomna, Vladimir, Suzdal, Iuriev-Polski, Pereslavl-Zalesski, Mojaisk, Volok, Dmitrov, Uglici. În aceeași vară, țareviciul tătar Tahtamir a jefuit cnezatul Tverului și a luat sclavi din principatul Vladimirului.

## Influențe
Influențele invaziilor mongole asupra teritoriilor Rusiei Kievene sunt greu de apreciat. Centre urbane precum Kievul nu și-au mai revenit după devastările atacului inițial. Republica Novgorodului a continuat sa prospere, totuși noi entități au început să prospere – orașele Moscova și Tver – sub tutele mongolilor. Deși armata rusă a învins Hoarda de Aur în bătălia de la Kulikovo din 1380, mongolii au continuat să domine teritoriile locuite de ruși și au continuat să pretindă și să primească tribut de la principii ruși până la „Îndelungata așteptare de pe râul Ugra” din 1480.
Istoricii au dezbătut problema influenței pe termen lung a dominației mongolilor asuora societății rusești. Mongolii au fost blamați pentru distrugerea Rusiei Kievene, pentru ruperea în trei a vechii națiuni rusine și pentru introducerea conceptului de "despotism oriental" în Rusia. Mulți istorici au căzut de acord asupra faptului că Rusia Kieveană nu era omogenă din punct de vedere politic, cultural sau etnic și că intervenția lor nu a făcut decât să accelereze fragmentarea care începuse cu mult timp mai înaintea invaziei. Cercetătorii sunt de asemenea de acord că mongolii au avut un rol determinant în dezvoltarea statului moscovit. În timpul ocupației mongole, Principatul Moscovei și-a dezvoltat sistemul de drumuri poștale, cel fiscal, a făcut primele recensăminte și și-a perfecționat organizarea militară.
Este discutabil dacă, fără atacul mongol și fără distrugerea Rusiei Kievene, dezvoltarea Moscovei și implicit a Rusiei ar fi avut loc.
Ce se poate afirma cu siguranță este faptul că, prin dominația asupra rămășițelor Rusiei Kievene și a principatelor supraviețuitoare, așa cum a fost Novgorodul, mongolii au forțat aceste entități să-și întoarcă fața către apus, să caute în occident aliați și tehnologie. Mai mult, rutele de comerț către Orientul Îndepărtat au trecut prin cnezatele rusești, comerțul cu răsăritul aducând venituri considerabile tuturor celor aflați pe această rută comercială.
Concluzia este că mongolii au avut o influență pe termen lung asupra rușilor și a Rusiei moderne.

## Succesorii Hoardei de Aur
Hoarda de Aur a fost succedată de Hanatul Kazanului, Hanatul Astrahanului Hanatul Crimeii și de Hanatul Siberian, ca și de Hoarda Nogailor, care au făcut ravagii în Principatul Moscovei în secolele al XV-lea și al XVI-lea.